# Інфекція
Інфе́кція (англ. Infection, лат. Infectio — проникнення в організм хвороботворних мікроорганізмів; інфікування, зараження / заражування — стан, коли в організм потрапляє чужорідний агент — патоген (бактерія, паразитичний грибок, найпростіший організм, гельмінти, вірус або пріон), який розмножується і може чинити хвороботворний ефект. Запозиченому з лат. infectio, що означає «фарбування, просочування, псування» видатний німецький лікар Крістоф Вільгельм Гуфелянд у 1831 році надав нове значення — «зараження хворобою». У 1894 році термін «інфекційні хвороби» запропонував засновник патологічної анатомії Рудольф Вірхов.

## Термінологія
У Міжнародних медико-санітарних правилах 2005 р. визначають: «Інфекція» — поступлення і розвиток або розмноження інфекційного агента у організмі людей чи тварин, що може представляти ризик для здоров'я населення".
В широкому сенсі часто під терміном «інфекція» розуміють сукупність патологічних, адаптаційно-пристосувальних і репаративних реакцій організму, що виникають у результаті його конкурентної взаємодії з патогенними й за певних умов потенційно патогенними вірусами, бактеріями й грибами. Аналогічне явище стосовно найпростіших й гельмінтів називають інвазією. Але правильніше під назвою «інфекція» розуміти тільки факт зараження організму мікроорганізмами (вірусами, бактеріями, найпростішими).
Тоді як з точки зору патофізіології виділяють:
- «Інфекційний процес» — комплекс взаємних пристосувальних реакцій у відповідь на укорінення і розмноження патогенного мікроорганізму в макроорганізмі, спрямований на відновлення порушеного гомеостазу та біологічної рівноваги з навколишнім середовищем. Включає взаємодію збудника, макроорганізму і навколишнього середовища.
- «Інфекційна хвороба» — крайній ступінь виразності інфекційного процесу, коли виникає порушення гомеостазу в результаті переважання патологічних реакцій над компенсаторними.

Інфекційна хвороба може перебігати в маніфестній та субклінічній формі, коли клінічні прояви хвороби відсутні, але при обстеженні в організмі виявляються морфологічні зміни, біохімічні та імунологічні зрушення, які з часом можуть призвести до тяжких негативних наслідків. За перебігом хвороби виділяють типові та нетипові форми. Так, наприклад, у осіб, що піддавалися щеплень проти висипного тифу, це захворювання перебігає атипово — в легкій формі, з укороченим гарячковим періодом. Інфекційні хвороби характеризуються:
- певною етіологією (мікробний патоген або його токсини),
- заразливістю, нерідко — схильністю до широкого епідемічного поширення,
- циклічністю перебігу,
- формуванням імунітету.

Окрім того існують ще такі термінування:
- Локальна інфекція — місцеве пошкодження організму під дією патогенних факторів мікроорганізму. Локальний процес, як правило виникає на місці проникнення мікроба у тканини і зазвичай характеризується розвитком місцевої запальної реакції. Розвиток локальної інфекції свідчить про достатню імунну відповідь макроорганізма, що не дає можливості поширення патогена далі в організм. Хоча потрапляння певних факторів збудника, продуктів запалення (токсико-резорбтивна гарячка) може відбуватися. Такий розвиток інфекційної хвороби притаманний для фурункулів, абсцесів, тощо;
- Маніфестна інфекція — така, що має виразні клінічні прояви, нерідко загального характеру;
- Субклінічна інфекція — така, в перебігу якої клінічні прояви хвороби відсутні, але при обстеженні в організмі виявляють морфологічні зміни, біохімічні та імунологічні зрушення, які з часом можуть призвести до тяжких негативних наслідків;
- Латентна інфекція — стан при якому мікроорганізм, що на певному етапі живе і розмножується у тканинах організму, не породжує ніяких симптомів через формування цист як, зокрема, при латентному токсоплазмозі, деяких паразитозах, певних гельмінтозах, тощо;

## Фактори агресії мікроорганізму
Властивості мікроорганізму, здатного спричинювати інфекційний процес, визначають його патогенністю та вірулентністю.
- Патогенність (від грец. pathos — страждання та грец. genes — народження) — це здатність мікроорганізму спричиняти інфекційний процес та інфекційне захворювання. Патогенність є видовою ознакою, яка виникла та закріпилась у мікроорганізмів в процесі еволюції.

Детальніші відомості з цієї теми ви можете знайти в статті Патогенність.
Ступінь патогенності одного і того ж мікроба при тривалому впливі на нього різних умов зовнішнього середовища може змінюватися. Цей ступінь або міру патогенності прийнято називати вірулентністю.
- Вірулентність (лат. virulentus — отруйний) — міра або ступінь патогенності. На відміну від патогенності вона не є видовою ознакою, а притаманна конкретному штаму того чи іншого збудника. Вірулентність може змінюватися в залежності багатьох факторів, що мають впалив на мікро- або макроорганізм.

Для виникнення та підтримки інфекційного процесу мікроорганізми повинні проникнути у сприятливий організм, де його зустрічають ряд захисних факторів, що здійснюють супротив руйнівній дії мікробу. Для подолання цих факторів патогенні мікроорганізми мають фактори патогенності.
До основних факторів патогенності належить:
- адгезивність (лат. adhaesio — прилипання) — здатність мікроорганізму закріплюватися на поверхні клітин;
- колонізація;
- інвазивність — здатність проникати та розповсюджуватися в макроорганізмі, реалізується через ферменти патогенності (гіалуронідаза, фібринолізин, нейрамінідаза, тощо);
- агресивність — здатність мікробів жити, розмножуватися, поширюватися в організмі та протидіяти захисним факторам організму;
- токсиноутворення;
- стійкість до дії захисних факторів макроорганізму.

Деякі мікроби виробляють отруйні речовини (токсини), що виділяються з мікробної клітини назовні. Поняттям токсигенності мікроба позначається його здатність до вироблення токсину тієї чи іншої сили. Циркуляцію мікробних токсинів в крові (наприклад, при дифтерії, правцеві, ботулізмі) називають токсемією; вона чинить ряд порушень в організмі.

## Захисні фактори (бар'єри) організму людини від інфекцій
Шкіра і слизові оболонки — перешкоджають проникненню мікробів із зовнішнього середовища у тканини організму. Окрім функцій механічного захисту від інфекції, шкіра та слизисті оболонки мають ряд факторів додаткового захисту від мікробів. Так, потові та сальні залози шкіри виводять на поверхню шкіри жирні кислоти та лізоцим (фермент, що знищує компоненти мікробів), який сприяє швидкій смерті мікробів, осівших на поверхні шкіри. Слизисті оболонки захищені імуноглобуліном А (антитіло IgA), виконуючи специфічний захист від мікробів. Крім вищеописаних факторів захисту, у шкірі та слизових оболонках знаходяться численні клітини імунної системи, що знищують інфекції, які потрапляють всередину тканин.
- Лімфатичні вузли та селезінка виконують роль своєрідного фільтру у якому затримуються усі чужорідні структури циркулюючі в крові та лімфі, у тому числі і мікроорганізми. Дуже часто, проникнувши через шкірні бар'єри, інфекція затримується у лімфатичних вузлах і руйнується там.

- Гуморальні фактори захисту — представлені циркулюючим у крові комплектом (комплекс білків, руйнуючий мікроорганізми), а також специфічними антитілами, що розпізнають та руйнують інфекцію.

- Імунна система організму — це найбільш потужний і складний механізм захисту. Основними компонентами імунної системи людини є імунні клітини і гуморальні фактори, які вони секретують. Клітини імунної системи здатні розігнати той або інший вид мікробів і дати початок специфічній імунній відповіді, направленій на знищення цих мікробів. Руйнування мікроорганізмів здійснюється двома шляхами: в одному випадку мікроби поглинаються імунними клітинами та перетравлюються всередині них, в іншому випадку мікроорганізми зв'язуються і знешкоджуються специфічними антитілами, котрі також виробляють імунні клітини.

## Класифікація інфекційних хвороб
Внаслідок великої кількості мікроорганізмів, що зумовлюють захворювання, різноманітність механізмів та шляхів передавання інфекції існують певні труднощі у класифікації інфекційних хвороб, яка б повністю задовольнила інфекціоністів, епідеміологів й мікробіологів.

### Класифікація згідно із середовищем проживання збудника
На сьогодні всі інфекційні хвороби поділяють на три класи :
- Антропонози (від грец. ἄνθρωπος — людина та νόσος — хвороба) — група інфекційних та паразитарних захворювань, збудники яких здатні паразитувати у природних умовах лише в організмі людини, яка в природі є єдиним джерелом інфекції (кір, вітряна віспа, тощо).

- Зоонози (від грец. ζῷον — тварина та νόσος — хвороба) — група інфекційних та паразитарних захворювань, збудники яких звичайно паразитують в організмі деяких тварин, коли тварини є природним резервуаром, причому джерелом інфекції/інвазії для людини є також тварина (туляремія, ящур, тощо).

- Сапронози (від грец. σαπρός — гнилий та νόσος — хвороба) — група інфекційних захворювань, для збудників яких основним природним резервуаром є абіотичні (неживі) об'єкти навколишнього середовища (легіонельоз, правець, тощо).

### Етіологічна класифікація
У всіх класах кожну групу поділяють на інфекційні хвороби, які чинять:
- віруси;
- різноманітні бактеріями (до царства бактерій нині відносять хламідій, рикетсій, мікоплазм, актиноміцетів тощо);
- грибки;
- найпростіші;
- гельмінти (інвазії);
- членистоногі (інфестації);
- пріони.

Дуже часто у світовій практиці наводять класифікацію інфекційних хвороб саме за етіологічним чинником, що відображає відсутність світового консенсусу щодо класифікації інфекційних захворювань. Таке положення не може вдовольнити клініцистів через те, що різні за проявами хвороби потрапляють у групи лише за етіологічним фактором, що спричиняє плутанину.

### Інші класифікації
Існують й класифікації, які засновані на органному принципі (інфекційні хвороби шкіри, очей, легень, тощо) або синдромальному (інфекційні захворювання, що перебігають з жовтяницею, чи діарейним синдромом). Але достатня кількість збудників інфекційних хвороб може спричиняти комплексні, генералізовані ураження (наприклад, черевний тиф) тому їх важко віднести до тих чи інших «органних» класифікацій.

### Класифікація, яка ґрунтується на клінічних і епідеміологічних чинниках
Тому в 1947 р. видатний радянський та український епідеміолог Лев Васильович Громашевський запропонував класифікацію інфекційних хвороб, яка ґрунтується на клініко-епідеміологічних засадах: місці первинної локалізації в організмі та механізмі, шляхах передачі інфекції від джерела до здорового організму.
Згідно цій класифікації виділяють:
- кишкові інфекції (фекально-оральний механізм передачі інфекції, місце первинної локалізації — травна система);
- інфекції дихальних шляхів (повітряно-крапельний механізм, місце первинної локалізації — респіраторний тракт);
- кров'яні інфекції (трансмісивний механізм, місце первинної локалізації — система кровообігу та кров'яні елементи);
- інфекції зовнішніх покривів (контактний механізм, місце первинної локалізації — шкіра та підшкірна основа);

Надалі стали виділяти також:
- хвороби з множинними механізмами передачі (і, відповідно, до конкретного механізму передачі) — чума, туляремія, сибірка тощо;
- захворювання з вертикальним механізмом (від матері до дитини, в тому числі, й трансплацентарно) — Torch-інфекції;
- гемоконтактні інфекції (гемоконтактний механізм, внаслідок штучного парентерального втручання) — вірусні гепатити В, С, D тощо.

Ця класифікація теж має певні недоліки, але є такою, що дозволяє виділити групи різних за етіологією хвороб, але маючих спільні патогенетичні риси.

## Механізми передачі інфекції та шляхи, що їх реалізують
Виділяють такі механізми передачі:
- фекально-оральний;
- повітряно-крапельний;
- трансмісивний;
- контактний;
- вертикальний;
- гемоконтактний;

Вони реалізуються за допомогою різних факторів — шляхів передачі.

### Фекально-оральний механізм
Реалізується:
- харчовим шляхом (коли збудник передається через заражені харчові продукти);
- водним;
- контактно-побутовим (коли збудник передається безпосередньо при контакті (рукостискання тощо) або через предмети, що оточують хворого (дверні ручки, посуд, рушники тощо й потрапляє у стравохід з подальшим просуванням по травній системі аж до місця первинної локалізації);

### Повітряно-крапельний механізм
Реалізується:
- однойменним шляхом (коли збудник передається через крапельки респіраторного слизу чи слини, що потрапляють у повітря при розмові, чханні, кашлі);
- повітряно-пиловим шляхом (коли до сприйнятливої людини збудник потрапляє внаслідок підняття у повітря пилу, що вже містить збудника або його спори);
- контактно-побутовим шляхом (коли збудник через контаміновані руки, посуд тощо потрапляє у ротоглотку, а далі вдихається до респіраторного тракту);

### Трансмісивний механізм
Реалізується:
- шляхом укусів кровосисних комах (комарів, блощиць, вошей, кліщів тощо);

### Контактний механізм
Реалізується:
- рановим шляхом (коли є клінічна виразна рана — сказ, правець, содоку, стрептобацильоз, хвороба котячих подряпин тощо);
- шляхом через мікропошкодження шкіри, рідко слизових оболонок (коли клінічно виразних ран немає, але збудники здатні потрапляти безпосередньо з зовнішнього середовища, з предметів побуту, технічних або будівельних поверхонь через мікропошкодження шкіри, наприклад, при геморагічній гарячці з нирковим синдромом)
- аліментарним шляхом (коли збудник, що знаходиться на поверхні харчових продуктів, через мікропошкодження слизової ротової порожнини, ясен потрапляє до внутрішнього середовища макроорганізма. Таке може відбуватися при лептоспірозі, бруцельозі тощо);
- водним шляхом (коли збудник, що знаходиться у воді, через мікропошкодження шкіри, слизової ротової порожнини, ясен потрапляє до внутрішнього середовища макроорганізма. Таке може відбуватися при лептоспірозі, стрептобацильозі);
- статевим шляхом.

### Вертикальний механізм
Реалізується від матері до дитини:
- внутрішньоутробним шляхом (трансплацентарний) — група TORCH —інфекцій;
- шляхом передачі у період пологів;
- шляхом передачі у післяпологовому періоді при грудному годуванні дитини;

### Гемоконтактний механізм
Є артифіціальним. Реалізується:
- шляхом передачі через медичні засоби (ін'єкції, будь-які операції, будь-які інструментальні діагностичні маніпуляції, переливання кровопрепаратів тощо);
- шляхом передачі через немедичні засоби (ін'єкції наркотичних речовин немедичного призначення, татуювання, пірсинг тощо).